# WTA Queen’s Club

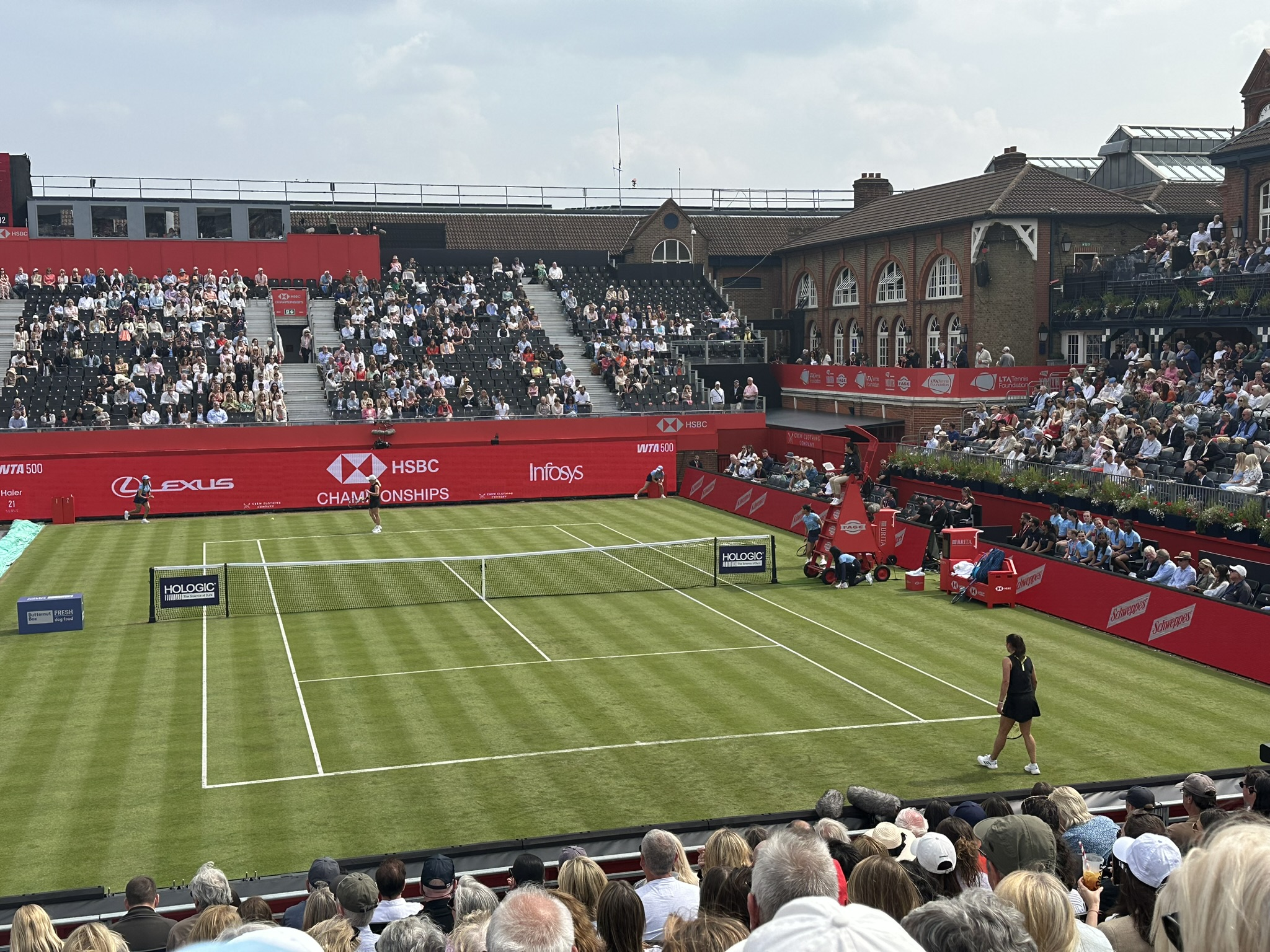
Der Centre Court des Queen’s Club (2025)

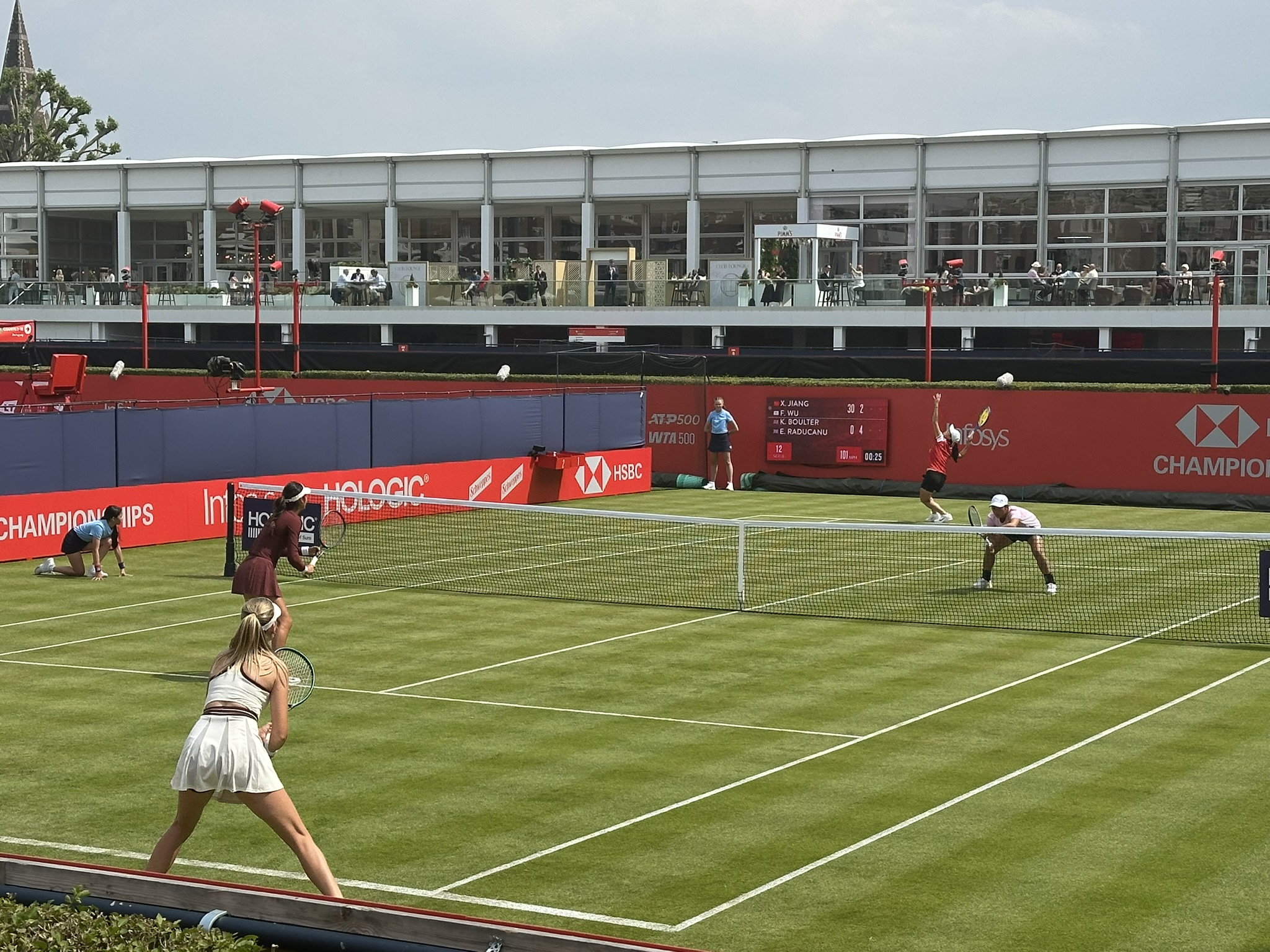
Nebenplatz (2025)

Das WTA Queen’s Club (offiziell derzeit: HSBC Championships) ist ein Tennisturnier in London. Ab 2025 wird es erneut ausgetragen. Veranstaltungsort des Turniers ist der Queen’s Club, wo eine Woche später auch das Herrenturnier (ATP Queen’s Club) stattfindet.

## Geschichte
Erstmals wurde das Turnier 1881 ausgetragen, damals noch an der Stamford Bridge im Londoner Stadtbezirk Fulham. 1890 wechselte man den Veranstaltungsort zum Queen’s Club im Stadtteil West Kensington, wo es bis 1973 stattfand. Seit 1971 war es Teil der WTA Tour.
Weil die Austragung eines Herren- und Damenturniers den Club sehr belastete, verlegte die Lawn Tennis Association das Damenturnier 1974 nach Eastbourne.
In der Saison 2025 wurde erstmals wieder ein WTA-Turnier im Queen’s Club ausgetragen. Als Turnierdirektorin fungierte die ehemalige britische Tennisspielerin Laura Robson.

## Siegerintrophäe
Die neue Siegerintrophäe, die Alte war nicht mehr auffindbar, wurde Anfang Juni 2025 auf dem Trafalgar Square in London vorgestellt. Mit dabei war die letzte Siegerin von 1973 Olga Morosowa. Die Trophäe und ihr Sockel haben mit 76 cm die gleiche Höhe wie die Herreneinzeltrophäe. Die Trophäe allein hat eine Höhe von 52 cm, was eine Anspielung auf die 52 Jahre zwischen der letzten Austragung 1973 und 2025 ist. Auf dem Sockel stehen die Namen der Gewinnerinnen des Dameneinzels zwischen 1884 und 1973, und er hat Platz für neue Namen.

## Siegerliste

### Einzel
| Jahr                                      | Siegerin                                   | Finalgegnerin                              | Ergebnis       |
| ----------------------------------------- | ------------------------------------------ | ------------------------------------------ | -------------- |
| 1890                                      | May Jacks                                  | Maud Shackle                               | 6:2, 6:1       |
| 1891                                      | Maud Shackle                               | May Jacks                                  | 6:2, 4:6, 6:3  |
| 1892                                      | Maud Shackle                               | Edith Austin                               | 6:2, 6:3       |
| 1893                                      | Maud Shackle                               | Edith Austin                               | 6:2, 6:1       |
| 1894                                      | Edith Austin                               | Charlotte Cooper                           | 8:6, 11:9      |
| 1895                                      | Maud Shackle                               | Edith Austin                               | 6:2, 7:5       |
| 1896                                      | Charlotte Cooper                           | Agatha Templeman                           |                |
| 1897                                      | Charlotte Cooper                           | Edith Austin                               | 2:6, 6:2, 6:2  |
| 1898                                      | Charlotte Cooper                           | Edith Austin                               | 6:4, 3:6, 8:6  |
| 1899                                      | Edith Austin                               | Charlotte Cooper                           | 12:10, 2:6, 9: |
| 1900                                      | Charlotte Cooper                           | Edith Greville                             |                |
| 1901                                      | Edith Austin                               | Ethel Thomson                              | 6:1, 6:2       |
| 1902                                      | Charlotte Cooper Sterry                    | Ruth Durlacher                             |                |
| 1903                                      | Agnes Morton                               | Edith Greville                             |                |
| 1904                                      | Agnes Morton                               | Ellen Stawell-Brown                        |                |
| 1905                                      | Ethel Thomson                              | Edith Greville                             |                |
| 1906                                      | Ethel Thomson                              | Mildred Coles                              |                |
| 1907                                      | Violet Pinckney                            | Dorothea Lambert Chambers                  | 2:6, 6:3, 6:4  |
| 1908                                      | Violet Pinckney                            | Dorothea Lambert Chambers                  | 6:3, 6:2       |
| 1909                                      | Aurea Edgington                            | Madeline Fisher O’Neill                    |                |
| 1910                                      | Gladys Lamplough                           | Edith Johnson                              |                |
| 1911                                      | Mildred Coles                              | Agnes Morton                               |                |
| 1912                                      | Ethel Larcombe                             | Dorothy Holman                             | 6:1, 6:0       |
| 1913                                      | Ethel Larcombe                             | Aurea Edgington                            |                |
| 1914                                      | Ethel Larcombe                             | Beryl Tulloch                              |                |
| 1915–1918 ausgefallen (Erster Weltkrieg)  |                                            |                                            |                |
| 1919                                      | Ethel Larcombe                             | Dorothy Holman                             | 6:4, 8:6       |
| 1920                                      | Dorothy Holman                             | Ethel Larcombe                             | kampflos       |
| 1921                                      | Mabel Clayton                              | Dorothy Holman                             |                |
| 1922                                      | Mabel Clayton                              | W. Keays                                   |                |
| 1923                                      | Elizabeth Ryan                             | Geraldine Beamish                          | 6:2, 1:6, 6:2  |
| 1924                                      | Elizabeth Ryan                             | Doris Covell Craddock                      |                |
| 1925                                      | Elizabeth Ryan                             | Ermyntrude Harvey                          | 6:0, 6:1       |
| 1926                                      | Dorothy Kemmis-Betty                       | Eileen Bennett                             | 7:5, 6:2       |
| 1927                                      | Dorothy Kemmis-Betty                       | Enid Head Broadbridge                      | 6:0, 6:1       |
| 1928                                      | Joan Ridley                                | Hélène Contostavlos                        | 4:6, 6:1, 6:0  |
| 1929                                      | Elizabeth Ryan                             | Elsie Goldsack                             | 6:2, 2:6, 6:2  |
| 1930                                      | Madge List                                 | Margaret McKane Stocks                     | 6:1, 6:3       |
| 1931                                      | Margaret McKane Stocks                     | Kitty McKane Godfree                       | 9:7, 6:4       |
| 1932                                      | Dorothy Andrus                             | Jadwiga Jędrzejowska                       | 1:6, 7:5, 6:4  |
| 1933                                      | Elsie Goldsack Pittman & Helen Wills Moody | Elsie Goldsack Pittman & Helen Wills Moody | Titel geteilt  |
| 1934                                      | Jacqueline Goldschmidt                     | Dorothy Andrus                             | 5:7, 6:2, 6:0  |
| 1935                                      | Anita Lizana & Sylvie Jung Henrotin        | Anita Lizana & Sylvie Jung Henrotin        | Titel geteilt  |
| 1936                                      | Jadwiga Jędrzejowska                       | Susan Noel                                 | 6:2, 6:4       |
| 1937                                      | Jadwiga Jędrzejowska                       | Kay Stammers                               | 6:3, 6:0       |
| 1938                                      | Jadwiga Jędrzejowska                       | Hilde Krahwinkel-Sperling                  | 6:3, 6:0       |
| 1939                                      | Jadwiga Jędrzejowska                       | Hilde Krahwinkel-Sperling                  | 6:1, 6:4       |
| 1940–1945 ausgefallen (Zweiter Weltkrieg) |                                            |                                            |                |
| 1946                                      | Doris Hart                                 | Margaret Osborne                           | 6:8, 6:3, 6:3  |
| 1947                                      | Doris Hart                                 | Margaret Osborne                           | 6:4, 6:0       |
| 1948                                      | Doris Hart & Margaret Osborne duPont       | Doris Hart & Margaret Osborne duPont       | Titel geteilt  |
| 1949                                      | Louise Brough                              | Margaret Osborne duPont                    | 3:6, 6:1, 6:3  |
| 1950                                      | Doris Hart                                 | Margaret Osborne duPont                    | 4:6, 6:4, 6:4  |
| 1951                                      | Shirley Fry                                | Nancy Chaffee                              | 6:3, 8:6       |
| 1952                                      | Hazel Redick-Smith                         | Elizabeth Wilford                          | 7:5, 6:1       |
| 1953                                      | Jean Rinkel-Quertier                       | Heather Brewer                             | 6:1, 4:6, 6:2  |
| 1954                                      | Louise Brough                              | Shirley Fry                                | 6:1, 6:4       |
| 1955                                      | Louise Brough                              | Jean Forbes                                | 6:3, 6:1       |
| 1956                                      | Angela Buxton                              | Patricia Ward                              | 6:4, 6:0       |
| 1957                                      | Mimi Arnold                                | Zsuzsa Körmöczy                            | 6:1, 5:7, 6:3  |
| 1958                                      | Bernice Carr                               | Margaret Varner                            | 6:4, 5:7, 8:6  |
| 1959                                      | Yola Ramirez                               | Christiane Mercelis                        | 2:6, 6:1, 6:3  |
| 1960                                      | Christine Truman                           | Karen Hantze Susman                        | 6:4, 6:3       |
| 1961                                      | Margaret Smith                             | Nancy Richey                               | 6:0, 4:6, 6:2  |
| 1962                                      | Rita Bentley                               | Lorna Cornell                              | 7:5, 7:5       |
| 1963                                      | Robyn Ebbern                               | Rita Bentley                               | 6:3, 6:3       |
| 1964                                      | Margaret Smith                             | Ann Haydon-Jones                           | 6:3, 6:2       |
| 1965                                      | Annette Van Zyl                            | Christine Truman                           | 6:3, 4:6, 6:4  |
| 1966                                      | Françoise Dürr                             | Judy Tegart                                | 4:6, 6:3, 7:5  |
| 1967                                      | Nancy Richey                               | Kerry Melville                             | 2:6, 6:2, 6:4  |
| 1968                                      | Ann Haydon-Jones & Nancy Richey            | Ann Haydon-Jones & Nancy Richey            | Titel geteilt  |
| 1969                                      | Ann Haydon-Jones                           | Winnie Shaw                                | 6:0, 6:1       |
| 1970                                      | Margaret Court                             | Winnie Shaw                                | 2:6, 8:6, 6:2  |
| 1971                                      | Margaret Court                             | Billie Jean King                           | 6:3, 3:6, 6:3  |
| 1972                                      | Chris Evert                                | Karen Krantzcke                            | 6:4, 6:0       |
| 1973                                      | Olga Morosowa                              | Evonne Goolagong                           | 6:2, 6:3       |
| 1974–2024 nicht ausgetragen               |                                            |                                            |                |
| 2025                                      | Tatjana Maria                              | Amanda Anisimova                           | 6:3, 6:4       |

### Doppel
| Jahr                        | Siegerinnen                   | Finalgegnerinnen                   | Ergebnis          |
| --------------------------- | ----------------------------- | ---------------------------------- | ----------------- |
| 1971                        | Rosie Casals Billie Jean King | Mary-Ann Curtis Valerie Ziegenfuss | 6:2, 8:6          |
| 1972                        | Rosie Casals Billie Jean King | Brenda Kirk Pat Walkden            | 5:7, 6:0, 6:2     |
| 1973                        | Rosie Casals Billie Jean King | Françoise Dürr Betty Stöve         | 4:6, 6:3, 7:5     |
| 1974–2024 nicht ausgetragen |                               |                                    |                   |
| 2025                        | Asia Muhammad Demi Schuurs    | Anna Danilina Diana Schneider      | 7:5, 6:73, [10:4] |